# Croton nigritanus
Espèce
Croton nigritanus est une espèce de plantes à fleurs du genre Croton et de la famille des Euphorbiaceae présente à l'ouest de l'Afrique tropicale.
Il a pour synonymes :
- Croton chevalieri, Beille, 1910
- Croton dinklagei, Pax & K.Hoffm., 1910
- Croton nudifolius, Baker & Hutch., 1912